# Lista monumentelor istorice din județul Prahova - V

Simbol utilizat pentru monumentele istorice

Lista monumentelor istorice din județul Prahova - V cuprinde monumentele istorice înscrise în Patrimoniul cultural național al României și aflate în localități din județul Prahova al căror nume începe cu litera V.
Lista completă este menținută și actualizată periodic de către Ministerul Culturii, Cultelor și Patrimoniului Național din România, prin intermediul Institutului Național al Patrimoniului, ultima versiune datând din 2015. Această listă cuprinde și actualizările ulterioare, realizate prin ordin al ministrului culturii.
Puteți căuta un monument din județul Prahova folosind formularul de mai jos sau puteți naviga prin toate monumentele din județ la lista monumentelor istorice din județul Prahova.
| Cod LMI                               | Denumire | Localitate                                        | Localizare                                                                 | Datare, Creatori                              | Imagine               | Erori             |
| ------------------------------------- | --- | ------------------------------------------------- | -------------------------------------------------------------------------- | --------------------------------------------- | --------------------- | ----------------- |
| PH-I-s-B-16219 (RAN: 133321.01)       | Așezare | sat Vadu Săpat; comuna Vadu Săpat                 | „Spre șapte plopi - La Misica”                                             | sec. IV-I a. Chr.                             | Încarcă foto \| video | Raportează eroare |
| PH-I-s-B-16220 (RAN: 133321.02)       | Situl arheologic de la Vadu Săpat                                                                                    | sat Vadu Săpat; comuna Vadu Săpat                 | „La Floreasca”                                                             |                                               | Încarcă foto \| video | Raportează eroare |
| PH-I-m-B-16220.01 (RAN: 133321.02.02) | Așezare | sat Vadu Săpat; comuna Vadu Săpat                 | „La Floreasca”                                                             | Epoca bronzului                               | Încarcă foto \| video | Raportează eroare |
| PH-I-m-B-16220.02 (RAN: 133321.02.01) | Așezare | sat Vadu Săpat; comuna Vadu Săpat                 | „La Floreasca”                                                             | Neolitic timpuriu, Cultura Starčevo - Criș    | Încarcă foto \| video | Raportează eroare |
| PH-I-s-A-16221 (RAN: 133321.03)       | Situl arheologic de la Budureasca                                                                                    | sat Vadu Săpat; comuna Vadu Săpat                 | „La Siliște” și „Hulă” și „Puțul lui Burciu”                               |                                               | Încarcă foto \| video | Raportează eroare |
| PH-I-m-A-16221.01 (RAN: 133321.03.13) | Așezare | sat Vadu Săpat; comuna Vadu Săpat                 | „La Siliște” și „Hulă” și „Puțul lui Burciu”                               | sec. XVI - XVII                               | Încarcă foto \| video | Raportează eroare |
| PH-I-m-A-16221.02 (RAN: 133321.03.14) | Necropolă | sat Vadu Săpat; comuna Vadu Săpat                 | „La Siliște” și „Hulă” și „Puțul lui Burciu”                               | sec. XVI - XVII                               | Încarcă foto \| video | Raportează eroare |
| PH-I-m-A-16221.03 (RAN: 133321.03.11) | Așezare | sat Vadu Săpat; comuna Vadu Săpat                 | „La Siliște” și „Hulă” și „Puțul lui Burciu”                               | sec. V-VII p. Chr.                            | Încarcă foto \| video | Raportează eroare |
| PH-I-m-A-16221.04 (RAN: 133321.03.12) | Necropolă | sat Vadu Săpat; comuna Vadu Săpat                 | „La Siliște” și „Hulă” și „Puțul lui Burciu”                               | sec. V-VII p. Chr.                            | Încarcă foto \| video | Raportează eroare |
| PH-I-m-A-16221.05 (RAN: 133321.03.07) | Așezare | sat Vadu Săpat; comuna Vadu Săpat                 | „La Siliște” și „Hulă” și „Puțul lui Burciu”                               | sec. II - III p. Chr.                         | Încarcă foto \| video | Raportează eroare |
| PH-I-m-A-16221.06 (RAN: 133321.03.10) | Necropolă | sat Vadu Săpat; comuna Vadu Săpat                 | „La Siliște” și „Hulă” și „Puțul lui Burciu”                               | sec. IV - V p. Chr.                           | Încarcă foto \| video | Raportează eroare |
| PH-I-m-A-16221.07 (RAN: 133321.03.05) | Așezare | sat Vadu Săpat; comuna Vadu Săpat                 | „La Siliște” și „Hulă” și „Puțul lui Burciu”                               | sec. V-II a. Chr.                             | Încarcă foto \| video | Raportează eroare |
| PH-I-m-A-16221.08 (RAN: 133321.03.04) | Necropolă | sat Vadu Săpat; comuna Vadu Săpat                 | „La Siliște” și „Hulă” și „Puțul lui Burciu”                               | Epoca bronzului                               | Încarcă foto \| video | Raportează eroare |
| PH-I-m-A-16221.09 (RAN: 133321.03.01) | Așezare | sat Vadu Săpat; comuna Vadu Săpat                 | „La Siliște” și „Hulă” și „Puțul lui Burciu”                               | Neolitic                                      | Încarcă foto \| video | Raportează eroare |
| PH-I-m-A-16221.10 (RAN: 133321.03.03) | Așezare | sat Vadu Săpat; comuna Vadu Săpat                 | „La Siliște” și „Hulă” și „Puțul lui Burciu”                               | Epoca bronzului                               | Încarcă foto \| video | Raportează eroare |
| PH-I-s-B-16222 (RAN: 133321.04)       | Situl arheologic de la Vadu Săpat                                                                                    | sat Vadu Săpat; comuna Vadu Săpat                 | „La Dovîncescu”                                                            |                                               | Încarcă foto \| video | Raportează eroare |
| PH-I-m-B-16222.01 (RAN: 133321.04.02) | Așezare | sat Vadu Săpat; comuna Vadu Săpat                 | „La Dovîncescu” 45.0422°N 26.38299°E                                       | sec. VIII - X                                 | Încarcă foto \| video | Raportează eroare |
| PH-I-m-B-16222.02 (RAN: 133321.04.01) | Așezare | sat Vadu Săpat; comuna Vadu Săpat                 | „La Dovîncescu” 45.0422°N 26.38299°E                                       | sec. V-VII p. Chr.                            | Încarcă foto \| video | Raportează eroare |
| PH-I-s-B-16223 (RAN: 133321.05)       | Situl arheologic de la Vadu Săpat, punct „Cotu Malului”                                                              | sat Vadu Săpat; comuna Vadu Săpat                 | „Cotul Malului” 45.03756°N 26.37244°E                                      |                                               | Încarcă foto \| video | Raportează eroare |
| PH-I-m-B-16223.01                     | Așezare | sat Vadu Săpat; comuna Vadu Săpat                 | „Cotul Malului”                                                            | sec. VIII - X                                 | Încarcă foto \| video | Raportează eroare |
| PH-I-m-B-16223.02                     | Așezare | sat Vadu Săpat; comuna Vadu Săpat                 | „Cotul Malului”                                                            | sec. V-VII p. Chr.                            | Încarcă foto \| video | Raportează eroare |
| PH-I-s-B-16224 (RAN: 133321.06)       | Așezare | sat Vadu Săpat; comuna Vadu Săpat                 | „Combinatul de vinificație” 45.03405°N 26.39631°E                          | sec. II a. Chr. - sec. I p. Chr.              | Încarcă foto \| video | Raportează eroare |
| PH-I-s-B-16225 (RAN: 133321.07)       | Așezare | sat Vadu Săpat; comuna Vadu Săpat                 | „La Stănescu”                                                              | Epoca bronzului, Cultura Monteoru             | Încarcă foto \| video | Raportează eroare |
| PH-I-s-B-16226 (RAN: 135958.01)       | Așezare | sat Valea Călugărească; comuna Valea Călugărească | În livada Grupului Școlar Agricol Valea Călugărească 44.95833°N 26.14111°E | Hallstatt                                     | Încarcă foto \| video | Raportează eroare |
| PH-I-s-B-16227 (RAN: 133777.01)       | Așezare | sat Valea Cucului; comuna Iordăcheanu             | „Biserica Veche” 45.05778°N 26.22639°E                                     | sec. IV - V p. Chr.                           | Încarcă foto \| video | Raportează eroare |
| PH-I-s-B-16228 (RAN: 132477.01)       | Așezare | sat Valea Scheilor; comuna Călugăreni             | „Valea Scheilor” 45.08°N 26.39917°E                                        | sec. IV-VI p. Chr.                            | Încarcă foto \| video | Raportează eroare |
| PH-I-s-B-16229 (RAN: 133697.01)       | Situl arheologic de la Valea Scheilor                                                                                | sat Valea Scheilor; comuna Călugăreni             | „La crucile de piatră ale Doamnei Neaga”                                   |                                               | Încarcă foto \| video | Raportează eroare |
| PH-I-m-B-16229.01 (RAN: 133697.01.01) | Așezare | sat Valea Scheilor; comuna Călugăreni             | „La crucile de piatră ale Doamnei Neaga” 45.03833°N 26.4425°E              | Hallstatt                                     | Încarcă foto \| video | Raportează eroare |
| PH-I-m-B-16229.02 (RAN: 133697.01.02) | Așezare | sat Valea Scheilor; comuna Călugăreni             | „La crucile de piatră ale Doamnei Neaga” 45.03833°N 26.4425°E              | Latène                                        | Încarcă foto \| video | Raportează eroare |
| PH-I-s-B-16230 (RAN: 132798.01)       | Situl arheologic de la Vâlcelele                                                                                     | sat Vâlcelele; comuna Colceag                     | „La Cetate” 44.93611°N 26.37194°E                                          |                                               | Încarcă foto \| video | Raportează eroare |
| PH-I-m-B-16230.01 (RAN: 132798.01.03) | Așezare | sat Vâlcelele; comuna Colceag                     | „La Cetate” 44.93611°N 26.37194°E                                          | sec. IX - X                                   | Încarcă foto \| video | Raportează eroare |
| PH-I-m-B-16230.02 (RAN: 132798.01.02) | Așezare | sat Vâlcelele; comuna Colceag                     | „La Cetate” 44.93611°N 26.37194°E                                          | sec. IV - V p. Chr.                           | Încarcă foto \| video | Raportează eroare |
| PH-I-s-B-16230.03                     | Așezare | sat Vâlcelele; comuna Colceag                     | „La Cetate”                                                                | Neolitic                                      | Încarcă foto \| video | Raportează eroare |
| PH-II-a-A-16807                       | Ansamblul bisericii „Buna Vestire”-Mărășeasca                                                                        | sat Vadu Săpat; comuna Vadu Săpat                 | 790                                                                        | 1802-1810                                     | Încarcă foto \| video | Raportează eroare |
| PH-II-m-A-16807.01                    | Biserica „Buna Vestire”-Mărășeasca (ruine)                                                                           | sat Vadu Săpat; comuna Vadu Săpat                 | 790                                                                        | 1802 - 1810                                   | Încarcă foto \| video | Raportează eroare |
| PH-II-m-A-16807.02                    | Zid de incintă | sat Vadu Săpat; comuna Vadu Săpat                 | 790                                                                        | 1802 - 1810                                   | Încarcă foto \| video | Raportează eroare |
| PH-II-m-B-16808                       | Casa Dumitru Biță | sat Valea Anei; comuna Starchiojd                 | 66                                                                         | sf. sec. XIX                                  | Încarcă foto \| video | Raportează eroare |
| PH-II-m-B-16809                       | Casa Victoria Nedelcu                                                                                                | sat Valea Anei; comuna Starchiojd                 | 74                                                                         | înc. sec. XX                                  | Încarcă foto \| video | Raportează eroare |
| PH-II-m-B-16810                       | Casa Elena Moinea | sat Valea Borului; comuna Cerașu                  | 100                                                                        | 1927                                          | Încarcă foto \| video | Raportează eroare |
| PH-II-m-B-16811                       | Casa Filofteia Onea                                                                                                  | sat Valea Borului; comuna Cerașu                  | 102                                                                        | 1894                                          | Încarcă foto \| video | Raportează eroare |
| PH-II-m-B-16812 (RAN: 131746.01)      | Casa Domnească cu cramă                                                                                              | localitatea Valea Crângului; oraș Urlați          | 66                                                                         | sec. XVII, reconstruit 1982                   | Încarcă foto \| video | Raportează eroare |
| PH-II-m-B-16815                       | Casa Mihai Blaga | sat Valea Lespezii; comuna Cerașu                 | 31                                                                         | 1930                                          | Încarcă foto \| video | Raportează eroare |
| PH-II-m-B-16816                       | Casa Stelian Constantinescu                                                                                          | sat Valea Lespezii; comuna Cerașu                 | 70 B                                                                       | sf. sec. XIX                                  | Încarcă foto \| video | Raportează eroare |
| PH-II-m-B-16817                       | Casa Floarea Pasăre Marin                                                                                            | sat Valea Lespezii; comuna Cerașu                 | 72                                                                         | 1900                                          | Încarcă foto \| video | Raportează eroare |
| PH-II-m-B-16818                       | Casa Elena C. Boieroiu                                                                                               | sat Valea Lespezii; comuna Cerașu                 | 107                                                                        | sf. sec. XIX                                  | Încarcă foto \| video | Raportează eroare |
| PH-II-m-B-16819                       | Puțul Frumos | localitatea Valea Mieilor; oraș Urlați            | Str. Valea Mieilor 24A                                                     | 1862                                          | Încarcă foto \| video | Raportează eroare |
| PH-II-m-A-16820 (RAN: 130838.01)      | Biserica de lemn „Sf. Nicolae”                                                                                       | sat Valea Orlei; comuna Bucov                     | f.n. 44.9856°N 26.1386°E                                                   | sec. XVII                                     |                       | Raportează eroare |
| PH-II-m-B-16821                       | Biserica de lemn „Adormirea Maicii Domnului”                                                                         | sat Valea Plopului; comuna Posești                | În cimitir                                                                 | 1778                                          | Încarcă foto \| video | Raportează eroare |
| PH-II-m-B-16822 (RAN: 132477.02)      | Biserica „Buna Vestire” și „Sf. Treime” - „Zidul Doamnei Neaga”                                                      | sat Valea Scheilor; comuna Călugăreni             | f.n.                                                                       | 1784                                          | Încarcă foto \| video | Raportează eroare |
| PH-II-m-B-16823                       | Casa Olimpia Bunescu                                                                                                 | sat Valea Scheilor; comuna Călugăreni             | 6                                                                          | sf. sec. XIX                                  | Încarcă foto \| video | Raportează eroare |
| PH-II-m-B-16824                       | Casa Nicolae Iacob                                                                                                   | sat Valea Scheilor; comuna Călugăreni             | 7                                                                          | 1920                                          | Încarcă foto \| video | Raportează eroare |
| PH-II-m-A-16825 (RAN: 131782.01)      | Biserica de lemn „Nașterea Maicii Domnului”                                                                          | localitatea Valea Seman; oraș Urlați              | Str. Valea Seman 58                                                        | 1753 - 1765                                   |                       | Raportează eroare |
| PH-II-m-B-16827 (RAN: 131826.05)      | Biserica „Adormirea Maicii Domnului” - a fostei mănăstiri Văleni                                                     | oraș Vălenii de Munte                             | Str. Berevoiești 2 45.187°N 26.04°E                                        | 1680                                          | Alte imagini          | Raportează eroare |
| PH-II-m-B-16828                       | Sediul fostei Universități Populare „Nicolae Iorga”, azi Muzeul Natura Văii Teleajenului                             | oraș Vălenii de Munte                             | Str. Berevoiești 14 45.18783°N 26.03815°E                                  | sf. sec. XIX                                  |                       | Raportează eroare |
| PH-II-m-B-16826                       | Casa Paraschiva Chivulescu                                                                                           | oraș Vălenii de Munte                             | Str. Berevoiești 27                                                        | 1914                                          |                       | Raportează eroare |
| PH-II-m-B-16829                       | Casa Vartan | oraș Vălenii de Munte                             | Str. Berevoiești 31                                                        | 1928                                          | Încarcă foto \| video | Raportează eroare |
| PH-II-m-B-16830                       | Casa Ghioca | oraș Vălenii de Munte                             | Str. Berevoiești 37                                                        | 1914 - 1915                                   | Încarcă foto \| video | Raportează eroare |
| PH-II-m-B-16831 (RAN: 131826.01)      | Casa cu prăvălie Maria Mânzicu                                                                                       | oraș Vălenii de Munte                             | Str. Berevoiești 51                                                        | sf. sec. XVIII                                | Încarcă foto \| video | Raportează eroare |
| PH-II-m-A-16832 (RAN: 131826.03)      | Biserica de lemn „Sf. Spiridon” - Berevoiești                                                                        | oraș Vălenii de Munte                             | Str. Berevoiești 52                                                        | înc. sec. XIX                                 |                       | Raportează eroare |
| PH-II-m-B-16833                       | Casa cu prăvălie Dumitru Sorescu                                                                                     | oraș Vălenii de Munte                             | Str. Berevoiești 54                                                        | 1912                                          | Încarcă foto \| video | Raportează eroare |
| PH-II-m-B-16834                       | Casa Dumitru Sorescu                                                                                                 | oraș Vălenii de Munte                             | Str. Berevoiești 54                                                        | sf. sec. XIX                                  |                       | Raportează eroare |
| PH-II-m-B-16835                       | Casa Elisabeta Nestorescu                                                                                            | oraș Vălenii de Munte                             | Str. Berevoiești 57                                                        | sf. sec. XIX                                  |                       | Raportează eroare |
| PH-II-a-A-16837                       | Ansamblul bisericii „Sf. Nicolae”-Tabaci                                                                             | oraș Vălenii de Munte                             | Aleea Bisericii 9                                                          | 1833                                          |                       | Raportează eroare |
| PH-II-m-A-16837.01                    | Biserica „Sf. Nicolae”-Tabaci                                                                                        | oraș Vălenii de Munte                             | Aleea Bisericii 9                                                          | 1833                                          |                       | Raportează eroare |
| PH-II-m-A-16837.02                    | Turn clopotniță | oraș Vălenii de Munte                             | Aleea Bisericii 9                                                          | 1833                                          |                       | Raportează eroare |
| PH-II-m-A-16837.03                    | Zid de incintă | oraș Vălenii de Munte                             | Aleea Bisericii 9                                                          | 1833                                          |                       | Raportează eroare |
| PH-II-m-B-16838                       | Fosta casă parohială a Bisericii „Sf. Spiridon” - Berevoiești                                                        | oraș Vălenii de Munte                             | Str. Cismari 1                                                             | mijl. sec. XIX                                | Încarcă foto \| video | Raportează eroare |
| PH-II-m-B-16839                       | Casa Octavian Călinescu                                                                                              | oraș Vălenii de Munte                             | Str. Eminescu Mihai 29                                                     | 1900                                          | Încarcă foto \| video | Raportează eroare |
| PH-II-m-B-16840                       | Casa Mircea Deac | oraș Vălenii de Munte                             | Str. Eminescu Mihai 32                                                     | 1900                                          | Încarcă foto \| video | Raportează eroare |
| PH-II-a-A-16841                       | Ansamblul memorial Nicolae Iorga                                                                                     | oraș Vălenii de Munte                             | Str. Enescu George 1 45.18596°N 26.04036°E                                 | înc. sec. XIX                                 | Alte imagini          | Raportează eroare |
| PH-II-m-A-16841.01                    | Casa memorială Nicolae Iorga (corpul A și B)                                                                         | oraș Vălenii de Munte                             | Str. Enescu George 1 45.18598°N 26.04043°E                                 | înc. sec. XIX,1910                            |                       | Raportează eroare |
| PH-II-m-A-16841.02                    | Corp C-Anexă | oraș Vălenii de Munte                             | Str. Enescu George 1                                                       | înc. sec. XIX - înc. sec. XX                  |                       | Raportează eroare |
| PH-II-m-A-16841.03                    | Zid de incintă cu poartă                                                                                             | oraș Vălenii de Munte                             | Str. Enescu George 1 45.18587°N 26.03993°E                                 | înc. sec. XIX - înc. sec. XX                  | Încarcă foto \| video | Raportează eroare |
| PH-II-a-A-16842 (RAN: 131826.06)      | Ansamblul Școlii de misionare „Regina Maria”                                                                         | oraș Vălenii de Munte                             | Str. Enescu George 1 45.1861°N 26.04044°E                                  | mijl.sec. XVIII, (1922 - organizarea școlii)  |                       | Raportează eroare |
| PH-II-m-A-16842.01                    | Casa de târgoveț Zănescu, ulterior Școala de Misionare „Regina Maria”, azi Muzeul de Artă Religioasă „Nicolae Iorga” | oraș Vălenii de Munte                             | Str. Enescu George 1                                                       | mijl. sec. XVIII, (1922 - organizarea școlii) | Încarcă foto \| video | Raportează eroare |
| PH-II-m-A-16842.02                    | Anexa Școlii de Misionare, azi Muzeul de Etnografie al Văii Teleajenului și Biblioteca Orășenească                   | oraș Vălenii de Munte                             | Str. Enescu George 1                                                       | 1922                                          | Încarcă foto \| video | Raportează eroare |
| PH-II-m-B-16843                       | Casa cu atelier de croitorie                                                                                         | oraș Vălenii de Munte                             | Str. Enescu George 2                                                       | 1912                                          | Încarcă foto \| video | Raportează eroare |
| PH-II-m-B-16845                       | Casa Mircea Haier și Iuliu Soltescu                                                                                  | oraș Vălenii de Munte                             | Str. Enescu George 23                                                      | sf. sec. XIX                                  | Încarcă foto \| video | Raportează eroare |
| PH-II-m-B-16847                       | Casa de negustor Dănilă Veroniu                                                                                      | oraș Vălenii de Munte                             | Bd. Iorga Nicolae 189 45.19953°N 26.04377°E                                | 1866                                          |                       | Raportează eroare |
| PH-II-m-B-16848                       | Han, ulterior locuință și prăvălie, azi sediu firmă                                                                  | oraș Vălenii de Munte                             | Bd. Iorga Nicolae 193 45.19995°N 26.04369°E                                | prima jum. sec. XIX                           |                       | Raportează eroare |
| PH-II-m-B-16849                       | Casa Elisabeta Stanciu                                                                                               | oraș Vălenii de Munte                             | Str. Lazăr Gheorghe 20                                                     | înc. sec. XIX, ref. 1910                      | Încarcă foto \| video | Raportează eroare |
| PH-II-m-B-16850                       | Biserica „Intrarea în Biserică” - Nica Filip                                                                         | oraș Vălenii de Munte                             | Str. Libertății 1 45.1874°N 26.0375°E                                      | 1808                                          |                       | Raportează eroare |
| PH-II-m-B-16851                       | Casa Miron Radu Paraschivescu                                                                                        | oraș Vălenii de Munte                             | Str. Paraschivescu M. R. 9                                                 | 1920 - 1930                                   | Încarcă foto \| video | Raportează eroare |
| PH-II-m-B-16852                       | Poșta, ulterior casa Mihail Gerea                                                                                    | oraș Vălenii de Munte                             | Str. Progresului 27                                                        | 1914 - 1915                                   | Încarcă foto \| video | Raportează eroare |
| PH-II-m-B-16853                       | Casa Elena Comănescu                                                                                                 | oraș Vălenii de Munte                             | Str. Progresului 54                                                        | 1901 - 1915                                   | Încarcă foto \| video | Raportează eroare |
| PH-II-a-A-16854 (RAN: 133786.01)      | Fosta mănăstire Vărbila                                                                                              | sat Vărbila; comuna Iordăcheanu                   | 154 45.0464°N 26.1925°E                                                    | 1535, ref. sec. XVII, sec. XIX                | Alte imagini          | Raportează eroare |
| PH-II-m-A-16854.01                    | Biserica „Adormirea Maicii Domnului”                                                                                 | sat Vărbila; comuna Iordăcheanu                   | 154 45.04648°N 26.19306°E                                                  | 1539, ref. sec. XVII, sec. XIX                |                       | Raportează eroare |
| PH-II-m-A-16854.02                    | Ruine stăreție | sat Vărbila; comuna Iordăcheanu                   | 154                                                                        | mijl. sec. XVII                               | Încarcă foto \| video | Raportează eroare |
| PH-II-m-A-16854.03                    | Turn clopotniță | sat Vărbila; comuna Iordăcheanu                   | 154 45.04629°N 26.19291°E                                                  | mijl. sec. XVII                               |                       | Raportează eroare |
| PH-II-m-A-16854.04                    | Zid de incintă | sat Vărbila; comuna Iordăcheanu                   | 154 45.0464°N 26.1925°E                                                    | mijl. sec. XVII                               |                       | Raportează eroare |
| PH-II-m-B-16856                       | Casa cu prăvălie Ion Filipescu, azi proprietate Romtelecom                                                           | sat Vărbilău; comuna Vărbilău                     | f.n., tarla 5, parcela CC 358, vizavi de Primărie 45.1779°N 25.9574°E      | înc. sec. XX                                  |                       | Raportează eroare |
| PH-II-m-B-16858                       | Casa Elena Davidescu                                                                                                 | sat Vistieru; comuna Șotrile                      | 70                                                                         | sf. sec. XIX-înc. sec. XX                     | Încarcă foto \| video | Raportează eroare |
| PH-III-m-A-16876                      | Bustul lui Nicolae Iorga                                                                                             | oraș Vălenii de Munte                             | Str. Berceni 42, în curtea Liceului „Nicolae Iorga”                        | 1936                                          | Încarcă foto \| video | Raportează eroare |
| PH-III-m-A-16841.04                   | Bustul lui Nicolae Iorga                                                                                             | oraș Vălenii de Munte                             | Str. Enescu George 1                                                       | 1923                                          | Încarcă foto \| video | Raportează eroare |
| PH-IV-m-B-16943                       | Cruce de pomenire, din piatră                                                                                        | sat Vadu Săpat; comuna Vadu Săpat                 | Strămutată pe proprietatea lui Nicolae Guțu, la cramă                      | 1694                                          | Încarcă foto \| video | Raportează eroare |
| PH-IV-m-B-16944                       | Cruce de pomenire, din piatră                                                                                        | sat Vadu Săpat; comuna Vadu Săpat                 | „La Greci”                                                                 | 1635                                          | Încarcă foto \| video | Raportează eroare |
| PH-IV-m-B-16945                       | Cruce de pomenire, din piatră                                                                                        | sat Valea Scheilor; comuna Călugăreni             | „La Perșu”                                                                 | 1692                                          | Încarcă foto \| video | Raportează eroare |
| PH-IV-m-B-16946                       | Cruce de pomenire, din piatră                                                                                        | sat Valea Scheilor; comuna Călugăreni             | La 200 m sud-vest de biserica „Buna Vestire”                               | 1698                                          | Încarcă foto \| video | Raportează eroare |
| PH-IV-m-B-16947                       | Cruce de pomenire, din piatră                                                                                        | sat Valea Scheilor; comuna Călugăreni             | Lângă podul peste Scheianca                                                | 1692                                          | Încarcă foto \| video | Raportează eroare |
| PH-IV-m-B-16948                       | Cruce de pomenire, din piatră                                                                                        | oraș Vălenii de Munte                             | În cimitirul orășenesc, la mormântul poetului Miron Radu Paraschivescu     | înc. sec. XIX                                 | Încarcă foto \| video | Raportează eroare |